# 克勒维尔
克勒维尔（法語：Cleuville，法語發音：[kløvil]）是法国滨海塞纳省的一个市镇，属于迪耶普区。

## 地理
克勒维尔（49°42'36"N, 0°37'57"E）面积4.1 平方千米，位于法国诺曼底大区滨海塞纳省，该省份为法国北部沿海省份，其西部及北部濒大西洋英吉利海峡，东起顺时针与索姆省、瓦兹省、厄尔省和卡爾瓦多斯省接壤。
与克勒维尔接壤的市镇（或旧市镇、城区）包括：伯兹维尔拉盖拉尔、勒阿努阿尔、科地区埃里库尔、索梅尼勒。
克勒维尔的时区为UTC+01:00、UTC+02:00（夏令时）。

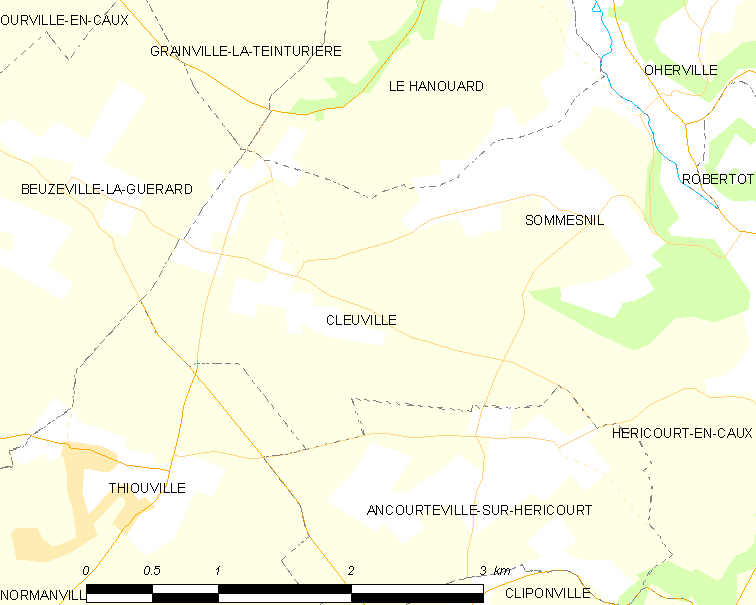
克勒维尔的OSM定位图

## 行政
克勒维尔的邮政编码为76450，INSEE市镇编码为76180。

## 政治
克勒维尔所属的省级选区为科地区圣瓦勒里县。

## 人口

1962-2008年间克勒维尔人口变化图示

克勒维尔于2022年1月1日时的人口数量为188人。